# Plan B (музикант)
Бенджамін Пол Болленс-Дрю (англ. Benjamin Paul Ballance-Drew, нар. 22 жовтня 1983), відоміший як Plan B — англійський репер, музикант, актор і режисер. Дебютував як репер альбомом Who Needs Actions When You Got Words у 2006. Його другий альбом The Defamation of Strickland Banks (2010) вийшов у жанрі соул та R&B, посівши перше місце в британському чарті UK Albums Chart. 
Дрю також мав успішну кар'єру актора, зігравши у фільмах "Доросле життя" (Adulthood, 2008), "Гаррі Браун" (Harry Brown, 2009), "4.3.2.1." (2010) та "Летючий загін Скотланд-Ярду" (The Sweeney, 2012). В 2012 році він випустив фільм "Погані райони" (Ill Manors), в якому виступив сценаристом, режисером та автором музики. Саундтрек до фільму вийшов однойменним альбомом, що також посів перше місце у чарті.

## Дискографія
- Who Needs Actions When You Got Words (2006)
- The Defamation of Strickland Banks (2010)
- Ill Manors (2012)
- Heaven Before All Hell Breaks Loose (2018)

## Фільмографія
- Adulthood	(2008)
- Harry Brown (2009)
- 4.3.2.1. (2010)
- Turnout (2011)
- Ill Manors (2012, режисер)
- The Sweeney (2012)
- Catch Me Daddy (препродакшн)
- The Devil's Dandruff